# Adam Eterno
Adam Eterno est une bande dessinée anglaise dont le scénario est de Tom Tully et le dessin d'Eric Bradbury et Francisco Solano López.  

## En France
Cette série est éditée en France dans le trimestriel Janus Stark à partir de juillet 1973.

## L'histoire
Au Moyen Âge, Adam Eterno, assistant de l'alchimiste Erasmus Hemlock, goûte à la potion d'immortalité que vient de découvrir son maître. Le prenant sur le fait, celui-ci lui lance une malédiction : il ne pourra mourir que par une arme en or.
La maison de l'alchimiste, à la suite d'une bagarre entre les deux hommes, brûle, emportant son propriétaire dans la tombe. Mais Adam Eterno, lui, ne connaît pas le repos éternel. Il voit les siècles passer sans vieillir, ne pouvant mourir.
Parvenu à notre époque, Adam est renversé par une voiture plaquée or. Cela le projette dans les limbes et il se met à errer à travers les âges. Parfois, il est rappelé sur la Terre, où, poussé par le remords et son funeste destin, il doit empêcher les injustices et porter secours aux gens.
Dans les premiers épisodes, il recherche la mort, sans pouvoir se résoudre à se la donner lui-même. Par la suite, il finit par craindre celle-ci. Cependant, il ne recule jamais et affronte vaillamment ses ennemis, même si l'or peut à tout moment « trancher le fil de sa vie séculaire ».

## Liste des épisodes
1. <pas de titre>
2. <pas de titre>
3. El morto
4. Voyage dans le futur
5. Le Dieu volant
6. Sous le signe du corbeau
7. La Porte d'or
8. Étrange voyage à l'âge de la pierre
9. Haute trahison
10. Vaincre ou mourir
11. Le Grand Incendie
12. Le Maître de cristal
13. Le Supremo murmurant
14. Le Prince des ténèbres
15. La Cagoule noire
16. En remontant l'Amazone
17. L'immortel vole vers la gloire
18. Au pays des cauchemars vivants
19. L'Enfant-Roi
20. Sur l'ile de Pâques
21. La Fileuse d'or
22. Le Comte de Férac
23. Les Chevaucheurs de l'enfer
24. Les Statues de Gargolax
25. L'Archer noir
26. Mangeurs d'or
27. L'Horloge de la mort
28. L'Œil du vautour
29. Pas de quartier !
30. La Claymore d'or
31. Le Voyage sans retour
32. Soleil ardent
33. L'Homme en noir
34. L'Espion de Napoléon
35. Le Rayon pourpre
36. Le Jais maudit
37. Les Bois du diable
38. L'Oiseau-tueur
39. La Tisseuse d'or
40. La Mort jaune (originellement publiés dans Valiant 644 -649)
41. La Voix
42. Le Peuple des loups
43. L'Escadrille de l'aube
44. Six Jours d'enfer
45. La Pierre du crapaud
46. La Maison des horloges
47. L'Hydre de lumière
48. Le Valet des fourmis
49. Le Masque d'or
50. Le Chien noir
51. Grunn-le-cruel (réédition du no 4)